# Susan Lucci
Susan Victoria Lucci (Scarsdale, 23 dicembre 1946) è un'attrice statunitense, vincitrice di 2 Premi Emmy su 21 nomination..

## Biografia
Susan Lucci è nata a Scarsdale, New York, da Victor Lucci, un imprenditore edile di origini italiane e da Jeanette Lucci (nata Granquist) di origini svedesi, francesi e tedesche.
Susan ha frequentato la Garden City High School a Garden City, località dello stato di New York in cui è cresciuta, dove si è diplomata nel 1964. Ha poi frequentato il Marymount College alla Fordham University, laureandosi nel 1968.

### Carriera
L'attrice è conosciuta soprattutto per aver interpretato il ruolo di Erica Kane nella soap opera della ABC, La valle dei pini, ruolo ricoperto dall'inizio della serie nel 1970 fino alla fine avvenuta nel 2011 dopo ben 41 anni. Grazie a questa parte ha ottenuto ben 20 nomination agli Emmy Awards, vincendone solo uno nel 1999 quale miglior attrice protagonista in una serie drammatica. Ha inoltre vinto diversi Soap Opera Digest Awards e altri premi.
Nonostante il lungo impegno con la soap ha interpretato altri ruoli; tra i più importanti, è da ricordare nella serie cult Dallas dove ha impersonato il personaggio di Hilary Taylor dal 1990 al 1991, recitando con Larry Hagman e Patrick Duffy. È apparsa anche come guest star in numerosi telefilm e sitcom come Hope & Faith (2004), Raven (2005) e più recentemente in diversi episodi di Hot in Cleveland (2010-2012).
Al cinema ha interpretato diversi film tra cui La ragazza di Tony (1969) con Ali MacGraw, Anastasia - Il mistero di Anna (1986) con Omar Sharif e Olivia de Havilland.
Nel 1995 è apparsa nel film della Lifetime Buon Natale, Ebbie, un remake del classico di Charles Dickens Canto di Natale. Ha poi partecipato all'allestimento teatrale per Broadway del film musicale Anna prendi il fucile. Nei primi mesi del 2005 a Susan Lucci è stata assegnata una stella nella Hollywood Walk of Fame.
Nel febbraio 2008 il celebre museo delle cere Madame Tussauds, a New York, le ha dedicato una statua che la raffigura. È una delle uniche due attrici di soap opera, assieme alla defunta Darlene Conley di Beautiful, ad essere inserita nel museo. Sempre nel 2008 partecipa come concorrente al reality Dancing with the Stars noto in Italia come Ballando con le stelle. Nel 2009 si è classificata al 20º posto della classifica delle 50 Greatest Soap Actresses, cioè le 50 più grandi attrici di soap opera. Nel 2012 viene scelta per interpretare Genevieve Delatour nella serie Devious Maids - Panni sporchi a Beverly Hills.

### Vita privata
La Lucci è sposata dal 3 settembre 1969 con l'imprenditore austriaco, Helmut Huber. Sono i genitori dell'attrice Liza Huber e di Andreas Huber.

## Filmografia parziale

### Cinema
- Me, Natalie, regia di Fred Coe (1969)
- La ragazza di Tony (Goodbye, Columbus), regia di Larry Peerce (1969)
- L'ospedale più pazzo del mondo (Young Doctors in Love), regia di Garry Marshall (1982)
- Invito all'inferno (Invitation to Hell), regia di Wes Craven (1984)
- Joy, regia di David O. Russell (2015)

### Televisione
- La valle dei pini (All My Children) – soap opera, 952 puntate (1970-2011)
- Love Boat (The Love Boat) – serie TV, 1 episodio (1982)
- Fantasilandia (Fantasy Island) – serie TV, 1 episodio (1983)
- Professione pericolo (The Fall Guy) – serie TV, 1 episodio (1984)
- Saturday Night Live – serie TV, 3 episodi (1985-1991)
- Anastasia - L'ultima dei Romanov (Anastasia: The Mystery of Anna), regia di Marvin J. Chomsky – miniserie TV (1986)
- La principessa della mafia (Mafia Princess), regia di Robert L. Collins – film TV (1987)
- Ucciderai ancora (Haunted by Her Past), regia di Michael Pressman – film TV (1987)
- Lady Mobster, regia di John Llewellyn Moxey – film TV (1988)
- Matrimonio in nero (The Bride in Black), regia di James Goldstone – film TV (1990)
- Dallas – serie TV, 6 episodi (1990-1991)
- Il triangolo del peccato (The Woman Who Sinned), regia di Michael Switzer – film TV (1991)
- Indagine allo specchio (Double Edge), regia di Stephen Stafford – film TV (1992)
- Solo per un'estate (Between Love and Hate), regia di Rod Hardy – film TV (1993)
- French Silk, regia di Noel Nossek – film TV (1993)
- Seduzione e vendetta (Seduced and Betrayed), regia di Félix Enríquez Alcalá – film TV (1995)
- Buon Natale, Ebbie (Ebbie), regia di George Kaczender – film TV (1995)
- Bugiarda (Blood on Her Hands), regia di Steven Robman – film TV (1998)
- Hope & Faith – serie TV, 2 episodi (2004)
- Raven – serie TV, 1 episodio (2005)
- Una vita da vivere (One Life to Live) – serie TV (2006)
- Desperate Housewives – serie TV, 1 episodio (2007)
- Hot in Cleveland – serie TV, 6 episodi (2010-2015)
- Army Wives - Conflitti del cuore (Army Wives) – serie TV, 3 episodi (2012)
- Devious Maids - Panni sporchi a Beverly Hills (Devious Maids) – serie TV, 42 episodi (2013-2016)

### Doppiaggio
- Higglytown Heroes - Quattro piccoli eroi (Higglytown Heroes) – serie TV, 1 episodio (2012)

### Presentatrice
- Soap Opera Digest Awards (1988) – NBC
- Saturday Night Live (1990) – NBC
- Premi Emmy 1993 (1993) – CBS
- Premi Emmy 1994 (1994) – ABC
- Premi Emmy 1997 (1997) – ABC
- Premi Emmy 2010 (2010) – CBS

## Premi e candidature

### Hollywood Walk of Fame
- Stella per il suo contributo all'industria televisiva, (2005)

### Emmy Awards
Vinti:
- Miglior attrice protagonista in una serie drammatica, per La valle dei pini (1999)
- Premio speciale, (2011)

Candidature:
- Miglior attrice protagonista in una serie drammatica, per La valle dei pini (1978)
- Miglior attrice protagonista in una serie drammatica, per La valle dei pini (1981)
- Miglior attrice protagonista in una serie drammatica, per La valle dei pini (1982)
- Miglior attrice protagonista in una serie drammatica, per La valle dei pini (1983)
- Miglior attrice protagonista in una serie drammatica, per La valle dei pini (1984)
- Miglior attrice protagonista in una serie drammatica, per La valle dei pini (1985)
- Miglior attrice protagonista in una serie drammatica, per La valle dei pini (1986)
- Miglior attrice protagonista in una serie drammatica, per La valle dei pini (1987)
- Miglior attrice protagonista in una serie drammatica, per La valle dei pini (1988)
- Miglior attrice protagonista in una serie drammatica, per La valle dei pini (1989)
- Miglior attrice protagonista in una serie drammatica, per La valle dei pini (1990)
- Miglior attrice protagonista in una serie drammatica, per La valle dei pini (1991)
- Miglior attrice protagonista in una serie drammatica, per La valle dei pini (1992)
- Miglior attrice protagonista in una serie drammatica, per La valle dei pini (1993)
- Miglior attrice protagonista in una serie drammatica, per La valle dei pini (1995)
- Miglior attrice protagonista in una serie drammatica, per La valle dei pini (1996)
- Miglior attrice protagonista in una serie drammatica, per La valle dei pini (1997)
- Miglior attrice protagonista in una serie drammatica, per La valle dei pini (1998)
- Miglior attrice protagonista in una serie drammatica, per La valle dei pini (2001)
- Miglior attrice protagonista in una serie drammatica, per La valle dei pini (2002)

### Madame Tussauds
- Statua di cera nella categoria TV Star, New York (2008)

### People's Choice Awards
Vinti.
- Miglior interpretazione in una serie-Tv, (1992)

### Soap Opera Digest Awards
Vinti:
- Premio speciale, (1988)
- Miglior attrice protagonista in una soap-opera, per La valle dei pini (1993)
- Premio alla carriera, (2003)

Candidature:
- Miglior attrice protagonista in una soap-opera, per La valle dei pini (1986)
- Miglior coppia (con Larkin Malloy) in una soap-opera, per La valle dei pini (1989)
- Miglior storia d'amore (con Walt Willey) in una soap-opera, per La valle dei pini (1992)
- Miglior coppia (con Larkin Malloy) in una soap-opera, per La valle dei pini (2005)

## Doppiatrici italiane
Nelle versioni in italiano dei suoi film, Susan Lucci è stata doppiata da:
- Melina Martello in Seduzione e vendetta, Devious Maids
- Silvia Pepitoni in La valle dei pini
- Fabrizia Castagnoli in La principessa della mafia
- Alessandra Korompay in Dallas
- Laura Boccanera in Hope & Faith